# Stygnicranaus
Stygnicranaus is een geslacht van hooiwagens uit de familie Cranaidae.
De wetenschappelijke naam Stygnicranaus is voor het eerst geldig gepubliceerd door Roewer in 1913. 

## Soorten
Stygnicranaus omvat de volgende 2 soorten:
- Stygnicranaus abnormis
- Stygnicranaus concolor